# (5549) Bobstefanik
(5549) Bobstefanik est un astéroïde de la ceinture principale.

## Description
(5549) Bobstefanik est un astéroïde de la ceinture principale. Il fut découvert le 1er avril 1981 à Harvard par l'observatoire de l'université Harvard. Il présente une orbite caractérisée par un demi-grand axe de 2,60 UA, une excentricité de 0,09 et une inclinaison de 13,9° par rapport à l'écliptique.

## Compléments